# ミッキー・ローク
ミッキー・ローク（Mickey Rourke [rʊərk]、1952年9月16日 - ）は、アメリカ合衆国・ニューヨーク州出身の俳優、元プロボクサー。

## 略歴
7歳の時に両親が離婚し、母は5人の子供を持つ警察官の男性と再婚した。ニューヨークからマイアミへ移住したのちに、継父は、ロークをマイアミの有名なボクシングジム「五番街ジム」へ通わせ、モハメド・アリやジミー・エリスらと共にトレーニングをさせた。19歳の頃に単身でニューヨークへ戻り、アクターズ・スタジオで演劇を学びながら小さな舞台に出演した。
ロサンゼルスへ移り、1979年に『1941』で映画デビュー。1981年に、テレビドラマ『Hardcase』で共演した女優デブラ・フュアーと結婚。同年、『白いドレスの女』で爆弾を密造する男の役が評価されたのち、1982年に出演した『ダイナー』では全米映画批評家協会賞助演男優賞を受賞している。1980年代には、セクシーな魅力を持ったキャラクターがセックスシンボルと賞され、『イヤー・オブ・ザ・ドラゴン』、『ナインハーフ』、『エンゼル・ハート』等の話題作で主演を務めた。
1991年にはプロ・ボクサーに転身。ボクサー引退後に再び俳優業に戻った。ボクサー時代の怪我が元で整形手術を受けている。2009年には、整形手術が失敗したとインタビューで語っている。
2008年9月に開催された第65回ヴェネツィア国際映画祭において、主演作の『レスラー』（監督：ダーレン・アロノフスキー）が最高賞に当たる金獅子賞を受賞した。また、ローク自身もゴールデングローブ賞 主演男優賞（ドラマ部門）などを受賞し、アカデミー主演男優賞にノミネートされた。

## エピソード
- 2007年11月8日、マイアミビーチでスクーターを飲酒運転しフロリダ州警察に逮捕された[10]。
- 2009年4月5日、プロレス団体WWEのWrestleMania XXVに登場。試合に勝利したクリス・ジェリコが、試合後にリングサイドで観戦していたロークに暴言を吐くと、逆上したロークがリングに上がり、左フックでジェリコをKOした[11]。
- 愛犬家としても知られ、2007年にはペットショップの前で抗議活動を行ったり[12]、PETAの活動にも参加している[13]。2009年の段階では5匹のチワワを飼っていたが、そのうちの1匹が同年18歳で死んだことがニュースとなった[14][15][16]。

## 出演作品
| 公開年 | 邦題 原題                                                              | 役名                                 | 備考 | 吹き替え                                                            |
| ------ | ---------------------------------------------------------------------- | ------------------------------------ | --- | ------------------------------------------------------------------- |
| 1979   | 1941                                                                   | リース                               | |                                                                     |
| 1980   | ミッキー・ローク/ロサンゼルス美女連続殺人 City in Fear                 | トニー                               | テレビ映画 |                                                                     |
| 1980   | ミッキー・ロークの レイプ&マリッジ Rape and Marriage: The Rideout Case | ジョン                               | テレビ映画 |                                                                     |
| 1980   | フェイドTOブラック Fade to Black                                       | リッチー                             | |                                                                     |
| 1980   | 天国の門 Heaven's Gate                                                 | ニック・レイ                         | | 大塚芳忠（TBS版）                                                   |
| 1981   | 白いドレスの女 Body Heat                                               | テディ・ルイス                       | | 安原義人                                                            |
| 1982   | ダイナー Diner                                                         | ロバート・“ブギー”・シェフテル       | | 中尾隆聖（TBS版）                                                   |
| 1983   | 錆びた黄金 Eureka                                                      | アウレリオ弁護士                     | | （吹き替え版なし）                                                  |
| 1983   | ランブルフィッシュ Rumble Fish                                         | モーターサイクル・ボーイ             | | （吹き替え版なし）                                                  |
| 1984   | パッショネイト 悪の華 The Pope of Greenwich Village                    | チャーリー                           | | （吹き替え版なし）                                                  |
| 1985   | イヤー・オブ・ザ・ドラゴン Year of the Dragon                          | スタンリー・ホワイト                 | | 安原義人（TBS版、追加録音版）                                       |
| 1986   | ナインハーフ 9 1/2 weeks                                               | ジョン                               | | 安原義人（テレビ朝日版）                                            |
| 1987   | エンゼル・ハート Angel Heart                                           | ハリー・エンゼル                     | | 磯部勉（フジテレビ版） 安原義人（テレビ朝日版）                     |
| 1987   | バーフライ Barfly                                                      | ヘンリー                             | | （吹き替え版なし）                                                  |
| 1987   | 死にゆく者への祈り A Prayer for the Dying                              | マーティン・フェロン                 | | 松橋登（テレビ東京版）                                              |
| 1988   | ホームボーイ Home Boy                                                  | ジョニー・ウォーカー                 | | （吹き替え版なし）                                                  |
| 1989   | フランチェスコ Francesco                                               | フランチェスコ                       | | 奥田瑛二                                                            |
| 1989   | ジョニー・ハンサム Johnny Handsome                                     | ジョニー・ハンサム                   | | 磯部勉（日本テレビ版）                                              |
| 1989   | 蘭の女 Wild Orchid                                                     | ジェームズ・ウィラー                 | | 安原義人（テレビ朝日版）                                            |
| 1990   | 逃亡者 Desperate Hours                                                 | マイケル・ボズワース                 | | 安原義人（日本テレビ版）                                            |
| 1991   | ハーレーダビッドソン&マルボロマン Harley Davidson and the MarlboroMan  | ハーレー・ダビッドソン               | | 安原義人（VHS版、テレビ朝日版）                                     |
| 1992   | ホワイト・サンズ White Sands                                           | レノックス                           | | （吹き替え版なし）                                                  |
| 1993   | ラスト・アウトロー The Last Outlaw                                     | グラフ                               | テレビ映画 |                                                                     |
| 1994   | フリーライド F.T.W                                                     | フランク・T・ウェルズ                | |                                                                     |
| 1995   | 男たちの危険な午後 Fall Time                                           | フローレンス                         | | 安原義人                                                            |
| 1996   | ハード・ブレット 仁義なき銃弾 Bullet                                   | ブッチ・“ブレット”・スタイン         | | 安原義人                                                            |
| 1996   | 欲情の媚薬 Exit in Red                                                 | エド・アルトマン                     | | 磯部勉（VHS版）                                                     |
| 1997   | ダブルチーム Double Team                                               | スタヴロス                           | | 池田秀一（ソフト版） 小川真司（テレビ朝日版）                       |
| 1997   | ナインハーフ2 Love in Paris                                            | ジョン・グレイ                       | | 安原義人                                                            |
| 1997   | レインメーカー The Rainmaker                                           | ブルーザー・ストーン                 | | 納谷六朗                                                            |
| 1998   | バッファロー'66 Buffalo'66                                             | ブッキー                             | | 手塚秀彰                                                            |
| 1998   | デッド・オア・アライブ/監獄の街 Point Blank                            | ルディ・レイ                         | | 菅生隆之                                                            |
| 1998   | トライアル/希望への闘い Thicker Than Blood                             | フランク・ラーキン神父               | テレビ映画 |                                                                     |
| 1998   | THURSDAY Thursday                                                      | カサロフ                             | |                                                                     |
| 1999   | マグナム Out in Fifty                                                  | ジャック                             | | 菅生隆之                                                            |
| 2000   | アニマル・ファクトリー Animal Factory                                  | ジャン                               | |                                                                     |
| 2000   | 追撃者 Get Carter                                                      | サイラス・ペイス                     | | 廣田行生（ソフト版） 山路和弘（テレビ東京版） 関口雄吾（Netflix版） |
| 2001   | プレッジ The Pledge                                                    | ジム・オルスタッド                   | |                                                                     |
| 2001   | ブラック・ビートル They Crawl                                          | Tiny Frakes                          | |                                                                     |
| 2001   | ピクチャー・クレア Picture Claire                                      | エディ                               | | 高宮俊介                                                            |
| 2002   | SPUN スパン Spun                                                       | コック                               | | 井上和彦                                                            |
| 2003   | ボブ・ディランの頭のなか Masked and Anonymous                          | エドモンド                           | | （吹き替え版なし）                                                  |
| 2003   | レジェンド・オブ・メキシコ/デスペラード Once Upon a Time in Mexico     | ビリー                               | | 菅生隆之                                                            |
| 2004   | マイ・ボディガード Man on Fire                                         | ジョーダン・カルフス                 | | 安原義人（ソフト版） 石波義人（機内上映版）                         |
| 2005   | シン・シティ Sin City                                                  | マーヴ                               | | 安原義人                                                            |
| 2005   | ドミノ Domino                                                          | エド・モズビー                       | | 菅生隆之                                                            |
| 2006   | アレックス・ライダー Stormbreaker                                      | ダリアス・セイル                     | | 大塚芳忠                                                            |
| 2008   | レスラー The Wrestler                                                  | ランディ・“ザ・ラム”・ロビンソン     | 英国アカデミー賞 主演男優賞 受賞 ゴールデングローブ賞 主演男優賞 (ドラマ部門) 受賞 アカデミー主演男優賞 ノミネート | 安原義人                                                            |
| 2008   | インフォーマーズ セックスと偽りの日々 The Informers                    | ピーター                             | | （吹き替え版なし）                                                  |
| 2009   | キルショット Killshot                                                  | アーマンド・“ブラックバード”・デガス | | 菅生隆之                                                            |
| 2010   | ロシアン・ルーレット 13                                                | パトリック・ジェファーソン           | | 安原義人                                                            |
| 2010   | アイアンマン2 Iron Man 2                                               | イワン・ヴァンコ / ウィップラッシュ  | | 菅生隆之（ソフト版） 磯部勉（テレビ朝日版）                         |
| 2010   | エクスペンダブルズ The Expendables                                     | ツール                               | | 安原義人                                                            |
| 2010   | パッション・プレイ Passion Play                                        | ネイト・プール                       | | 土師孝也                                                            |
| 2011   | インモータルズ -神々の戦い- Immortals                                  | ハイペリオン                         | | 菅生隆之                                                            |
| 2011   | クーリエ 過去を運ぶ男 The Courier                                      | マックスウェル                       | | 安原義人                                                            |
| 2012   | アイ アム ブルース・リー I AM BRUCE LEE                                | 本人                                 | ドキュメンタリー                                                                                                   | （吹き替え版なし）                                                  |
| 2013   | パーフェクト・ヒート Java Heat                                         | マリク                               | | 安原義人                                                            |
| 2013   | トゥームストーン/ザ・リベンジ Dead in Tombstone                        | 悪魔                                 | ビデオ映画 | 安原義人                                                            |
| 2014   | シン・シティ 復讐の女神 Sin City: A Dame to Kill For                   | マーヴ                               | | 安原義人                                                            |
| 2014   | ハリウッドがひれ伏した銀行マン Hollywood Banker                        | 本人                                 | ドキュメンタリー                                                                                                   | （吹き替え版なし）                                                  |
| 2015   | エクスペンダブル・ミッション A Hitman in London                        | ヴォーゲル                           | | 安原義人                                                            |
| 2015   | 米軍極秘部隊 ウォー・ピッグス War Pigs                                 | A・J                                 | | 野川雅史                                                            |
| 2015   | トランス・シューター Blunt Force Trauma                                | ゾリンジャー                         | | 西垣俊作                                                            |
| 2016   | バトルスティール WEAPONiZED                                            | ピーターソン教授                     | | さかき孝輔                                                          |
| 2021   | ウォーハント 魔界戦線 Warhunt                                          |                                      | | 平林剛                                                              |

## ボクシング
1992年6月、ボクシングの試合のため来日。6月23日、両国国技館でダリル・ミラーとの6回戦に臨んだ。試合は初回2分14秒、右フックでKO勝ち。ただ、この試合の実況を担当した久保田光彦（当時テレビ東京）は、後にこの試合を「ある種の花相撲」と表現し、「私の実況人生の最大の汚点である。いくら宮仕えとはいえ、酷いものは酷いと表現しなければ」とまで語っている。
2014年11月28日、ロシアで行われたボクシングの試合で29歳のエリオット・シーモアに勝利する。しかし後にシーモアが、1500ドルで買収され負けることが決まっていた八百長試合だったことを暴露した。

### 戦績
- 8戦6勝 (4KO) 無敗2引き分け，KO率=50％
- 階級：ライトヘビー級

| 戦           | 日付           | 勝敗 | 時間 | 内容 | 対戦相手             | 国籍           | 備考             |
| ------------ | -------------- | ---- | ---- | ---- | -------------------- | -------------- | ---------------- |
| 1            | 1991年5月23日  | 勝利 | 4R   | 判定 | ステーブ・ポウェル   | アメリカ合衆国 |                  |
| 2            | 1992年4月25日  | 引分 | 4R   | 判定 | フランシスコ・ハリス | アメリカ合衆国 |                  |
| 3            | 1992年6月23日  | 勝利 | 1R   | KO   | ダリル・ミラー       | アメリカ合衆国 | 東京・両国国技館 |
| 4            | 1992年12月12日 | 勝利 | 4R   | 判定 | テリー・ジェスマー   | カナダ         |                  |
| 5            | 1993年3月30日  | 勝利 | 1R   | TKO  | トム・ベントリー     | アメリカ合衆国 |                  |
| 6            | 1993年7月24日  | 勝利 | 3R   | TKO  | ブーバ・ストッツ     | アメリカ合衆国 |                  |
| 7            | 1993年11月20日 | 勝利 | 3R   | TKO  | トーマス・マッコイ   | アメリカ合衆国 |                  |
| 8            | 1994年9月8日   | 引分 | 4R   | 判定 | シーン・ギボンズ     | アメリカ合衆国 |                  |
| テンプレート |                |      |      |      |                      |                |                  |

## 日本語吹き替え
主に担当しているのは、以下の二人である。
安原義人
『白いドレスの女』で初めて担当して以降、現在に至るまで専属（フィックス）に近い形で長年に渡り吹き替えを務めている。安原はロークに関して『エクスペンダブルズ』で久々に担当した際には「汚いおじさん（笑）になってきていて、私に近づいてきたなぁと思って、そういう意味ではやりやすかったです（笑）」と語っている。
菅生隆之
『デッド・オア・アライブ/監獄の街』で初担当。以降は安原の次に多く吹き替えている。
このほかにも、磯部勉、大塚芳忠、山路和弘、松橋登、池田秀一、奥田瑛二、中尾隆聖、井上和彦なども声を当てている。